# هوراتیوس ۴۲۹۴
سیارک ۴۲۹۴ (به انگلیسی: 4294 Horatius، نامگذاری:4016P-L) چهار هزار و دویست و نود و چهارمین سیارک کشف شده‌است که در ۲۴ سپتامبر ۱۹۶۰ کشف شد.
قدر مطلق سیارک برابر ۱۲٫۸۰ است.